# Dissolució sobresaturada

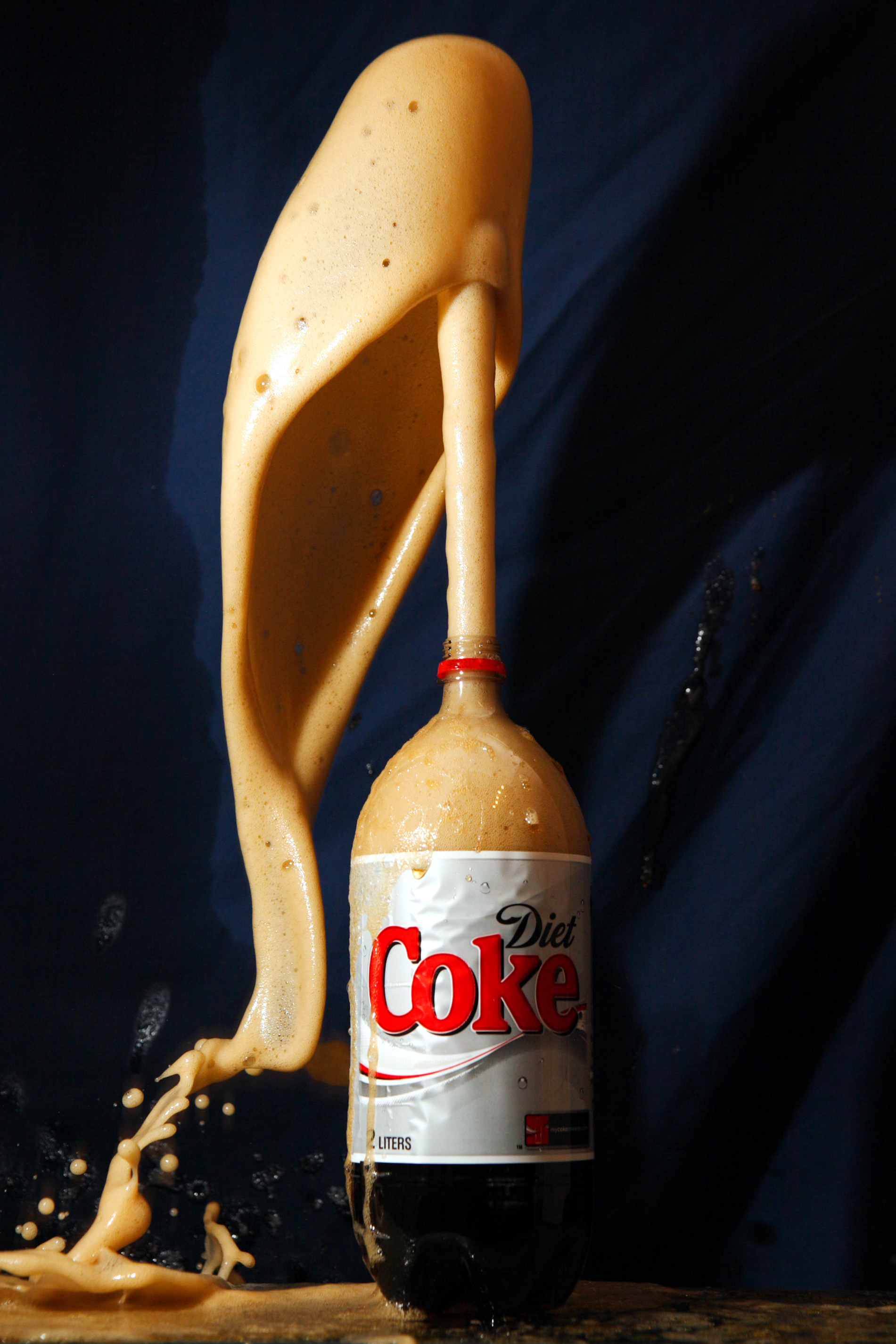
Despreniment de diòxid de carboni de la Coca-Cola Light en posar-se amb contacte amb una pastilla de Mentos

Una dissolució sobresaturada és una dissolució amb una concentració de solut superior a la solubilitat per a una determinada temperatura i pressió.
En refredar una dissolució concentrada a elevada temperatura, en certs casos, s'arriba i se sobrepassa la condició de dissolució saturada i s'arriba a la temperatura ambient sense que hagi precipitat l'excés de substància dissolta determinat per la diferència de solubilitat. Tot el solut està dissolt, però una certa proporció d'ell es troba en forma inestable i basta un petit canvi (remenar la dissolució, afegir un petit cristall de solut...) perquè l'excés dissolt precipiti bruscament amb despreniment de la calor de dissolució.

## Exemples
L'aigua carbonatada és un bon exemple de dissolució sobresaturada de diòxid de carboni en l'aigua. Si s'augmenta la pressió dins l'ampolla, més diòxid de carboni pot dissoldre's en l'aigua que a la pressió atmosfèrica. Quan l'ampolla s'obri a la pressió atmosfèrica, el diòxid de carboni escapa molt lentament des del líquid sobresaturat, de manera que la dissolució segueix essent sobresaturada. Aquest procés pot ser accelerat per la presència de llocs de nucleació de la dissolució, com bombolles petites, causades per agitar l'ampolla, o un altre solut, com la pols de sucre o de zinc. L'erupció de la Coca-Cola Light i Mentos és un exemple extrem.